# 小佐野町 (各務原市)
小佐野町（こざのちょう）は、岐阜県各務原市の地名。現行行政町名は小佐野町一丁目から七丁目。

## 地理
各務原市の稲羽地区の西部（旧・更木村）に属する。
町域の東部は大佐野町、三井町、西部は那加萱場町、大野町、成清町、南部は大佐野町、成清町、下中屋町、北部は三井町、金属団地である。
国道21号（那加バイパス）の北に位置する一丁目は店舗を中心とする地区であり、住民は0人である。
道路
- 国道21号（那加バイパス）
- 県道95号芋島鵜沼線
- 県道114号一宮各務原線（三井街道）
- 木曽川街道
- 稲羽本通り

## 歴史
江戸時代、この地域は各務郡小佐野村であった。1889年（明治22年）に町村制により小佐野村が発足。1897年（明治30年）に小佐野村、上戸村、三井村、大野村と合併し稲葉郡更木村が発足。
1955年（昭和30年）に稲葉郡更木村、前宮村、羽島郡中屋村が合併、稲羽町が発足すると稲羽町小佐野町に改称。1963年（昭和38年）、蘇原町、鵜沼町、鵜沼町、稲羽町が合併し各務原市が発足すると、各務原市小佐野町となる。
1981年（昭和56年）11月10日、稲羽西部土地改良区の区画整理により、小佐野町の大部分をもって小佐野町一丁目から七丁目が成立。1982年（昭和57年）8月10日、那加新加納町、三井町、小佐野町に跨る岐阜県金属工業団地一帯をもって、地名としての金属団地を設置。

## 世帯数と人口
2024年（令和6年）10月1日現在の世帯数と人口は以下の通りである。尚、前述のとおり一丁目の人口は0人である。
| 丁目           | 世帯数  | 人口  |
| -------------- | ------- | ----- |
| 小佐野町一丁目 | 0世帯   | 0人   |
| 小佐野町二丁目 | 14世帯  | 31人  |
| 小佐野町三丁目 | 71世帯  | 177人 |
| 小佐野町四丁目 | 66世帯  | 164人 |
| 小佐野町五丁目 | 80世帯  | 201人 |
| 小佐野町六丁目 | 43世帯  | 129人 |
| 小佐野町七丁目 | 101世帯 | 267人 |
| 計             | 375世帯 | 969人 |

## 小・中学校の学区
市立小・中学校に通う場合、学区は以下の通りとなる。
| 番・番地等 | 小学校                 | 中学校               |
| ---------- | ---------------------- | -------------------- |
| 全域       | 各務原市立稲羽西小学校 | 各務原市立稲羽中学校 |

## 主な施設
- 稲羽西福祉センター - 旧・更木村役場跡
- さらき遊びの庭
- 神明神社 - 白幣社
- 安楽寺
- PROsite各務原インター店
- ジェームス各務原インター店
- ヒマラヤスポーツ＆ゴルフ各務原インター店
- フィットハウス各務原店
- エディオン各務原店
- AOKI各務原店

## 交通
- 各務原市ふれあいバス稲羽線